# كأس الدنمارك 2011–12
كأس الدنمارك 2011–12 (بالدنماركية: DBU Pokalen 2011-12)‏ هو الموسم 56 من كأس الدنمارك. أقيم خلال الفترة 9 أغسطس 2011 وحتى 17 مايو 2012، وأشرف على تنظيمه اتحاد الدنمارك لكرة القدم، وكان عدد الأندية المشاركة فيه 106، وفاز فيه نادي كوبنهاغن.